# Ermitage Saint-Guillem de Combret
Vous lisez un « article de qualité » labellisé en 2014.
Pour les articles homonymes, voir Combret (homonymie).
L'ermitage Saint-Guillem de Combret est une petite chapelle romane rurale située sur le flanc méridional du massif du Canigou, dans le département français des Pyrénées-Orientales. Il se trouve à égale distance des villages de Prats-de-Mollo, siège de la paroisse dont dépendait la chapelle, et du Tech, chef-lieu de la commune à laquelle elle appartient.
Selon la légende, la chapelle fut construite par un ermite nommé Guillem qui, au début du Moyen Âge, se serait installé en ce lieu après avoir défait les esprits mauvais qui le hantaient. La construction romane date du XIIe siècle. Elle est appuyée sur un bâtiment un peu plus ancien. La chapelle est classée monument historique, de même que divers objets (dont une cloche rare en fer forgé) qui en sont issus. Deux manuscrits médiévaux destinés aux prêtres officiant dans cette église sont également parvenus jusqu'au XXIe siècle.
L'ermitage est attesté depuis plus de mille ans comme lieu d'accueil et de repos des voyageurs. Son site est traversé par plusieurs sentiers de randonnée et propose un refuge. Si elle n'abrite plus d'ermite depuis 1840, l'église est encore un lieu de recueillement deux fois par an, lors de festivités religieuses traditionnelles catalanes (aplecs) pour les fêtes de saint Guillem et de sainte Marie-Madeleine, à qui elle était originellement dédiée.

## Le site
| \| Ermitage Pic du Canigou Pla Guillem St-Martin du Canigou Abbaye d'Arles-sur-Tech Le Tech Montferrer Valmanya Prats-de-Mollo Cady \| Répartition des principaux lieux cités dans cet article. |
| Ermitage Pic du Canigou Pla Guillem St-Martin du Canigou Abbaye d'Arles-sur-Tech Le Tech Montferrer Valmanya Prats-de-Mollo Cady                                                                |

Le massif du Canigou est le plus oriental des massifs des Pyrénées dépassant les 2 000 m d'altitude. Situé dans le département français des Pyrénées-Orientales, il sépare les régions naturelles et historiques de tradition catalane du Vallespir, au sud, et du Conflent au nord.
C'est sur le flanc sud de ce massif, à 1 330 m d'altitude, que se situe l'ermitage Saint-Guillem de Combret, sur un mamelon surplombant d'une cinquantaine de mètres le lit du torrent de la Coumelade. Il dépend de la commune du Tech, d'où il est accessible par une route carrossable puis une route forestière non goudronnée ou, à pied, par différents sentiers de randonnée balisés, le plus court mesurant trois kilomètres depuis le lieu-dit de La Llau, ce qui demande environ une heure de marche. Les sentiers de randonnée du Tour du Vallespir et du Tour du Canigou passent également à proximité immédiate de l'ermitage. Ces chemins anciens sont ceux qu'empruntaient les pèlerins venant de Prats-de-Mollo et Montferrer. L'ensemble du site est entouré de la forêt domaniale du Vallespir.
Le site de l'ermitage comporte une chapelle romane prolongée par une habitation ainsi que, quelques mètres en aval, plusieurs bâtiments désaffectés et un refuge. En amont est plantée une croix de fer et plus haut, près des sentiers de randonnée, une aire de pique-nique est aménagée avec aussi des pratiques de canyoning dans les cascades en contrebas. Par héritage, l'église est une propriété privée. Il s'agit de la même famille depuis plusieurs générations.

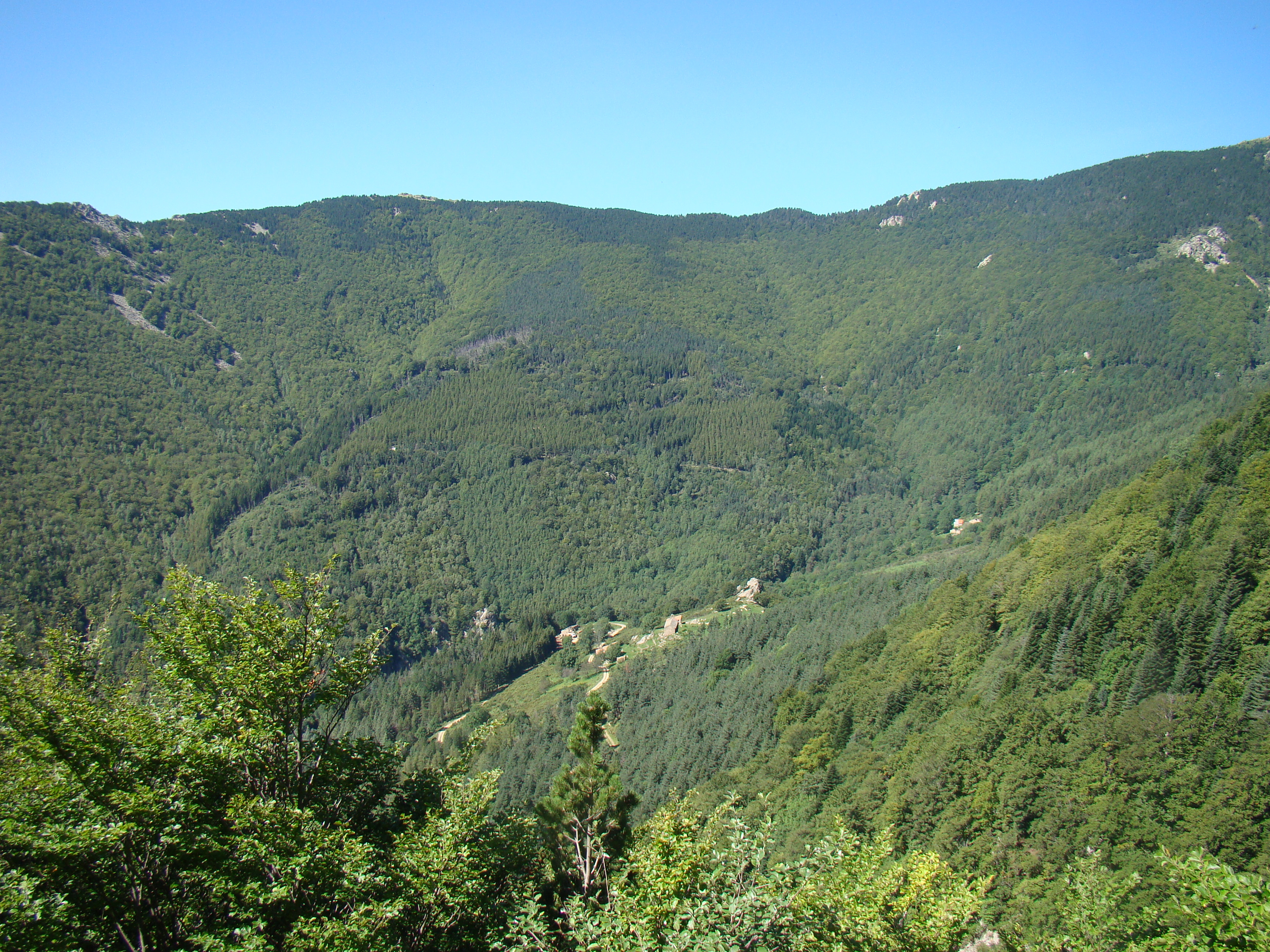
Le site de l'ermitage.
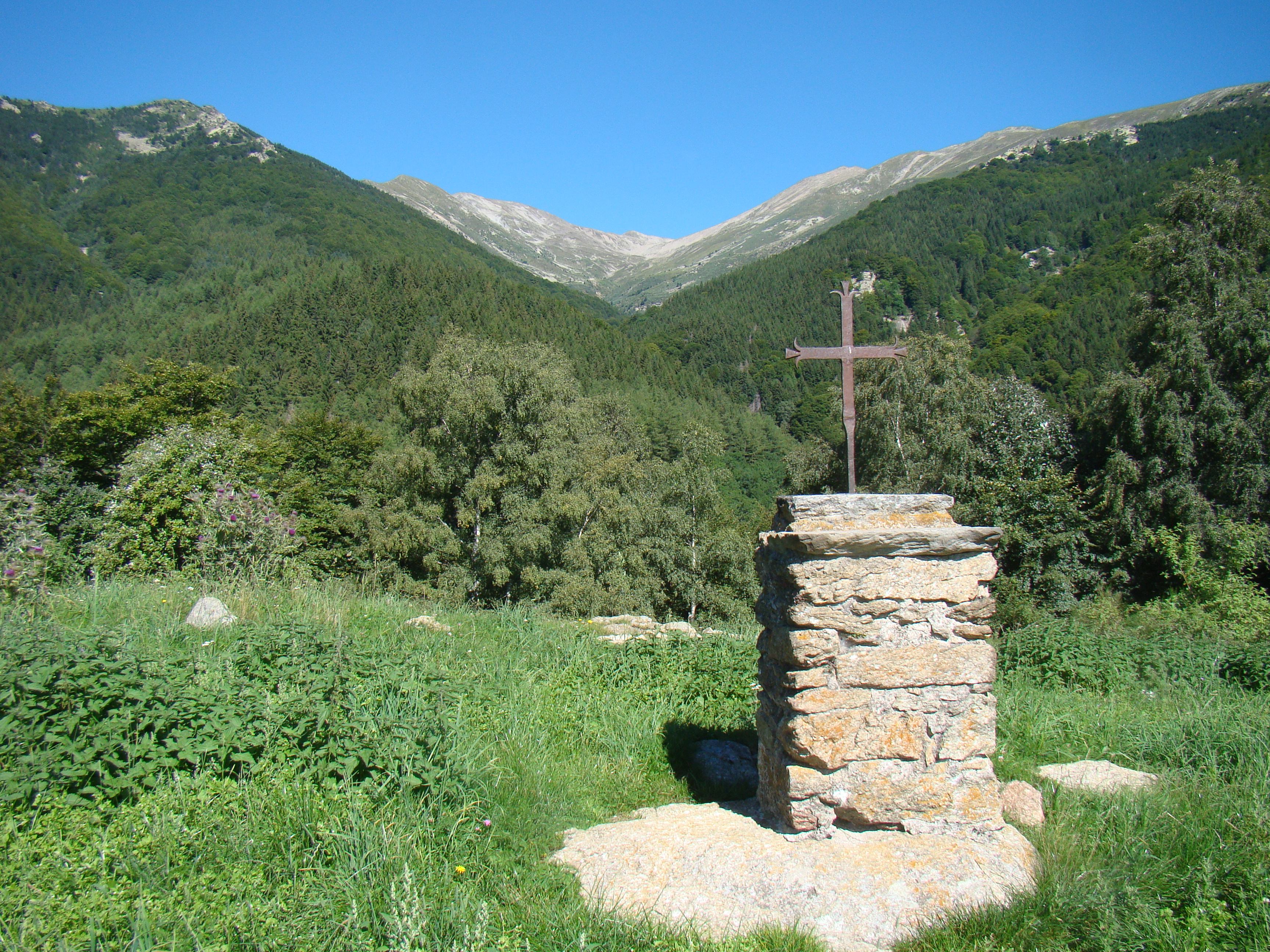
Croix de fer de l'ermitage et vue sur la haute vallée de la Coumelade.
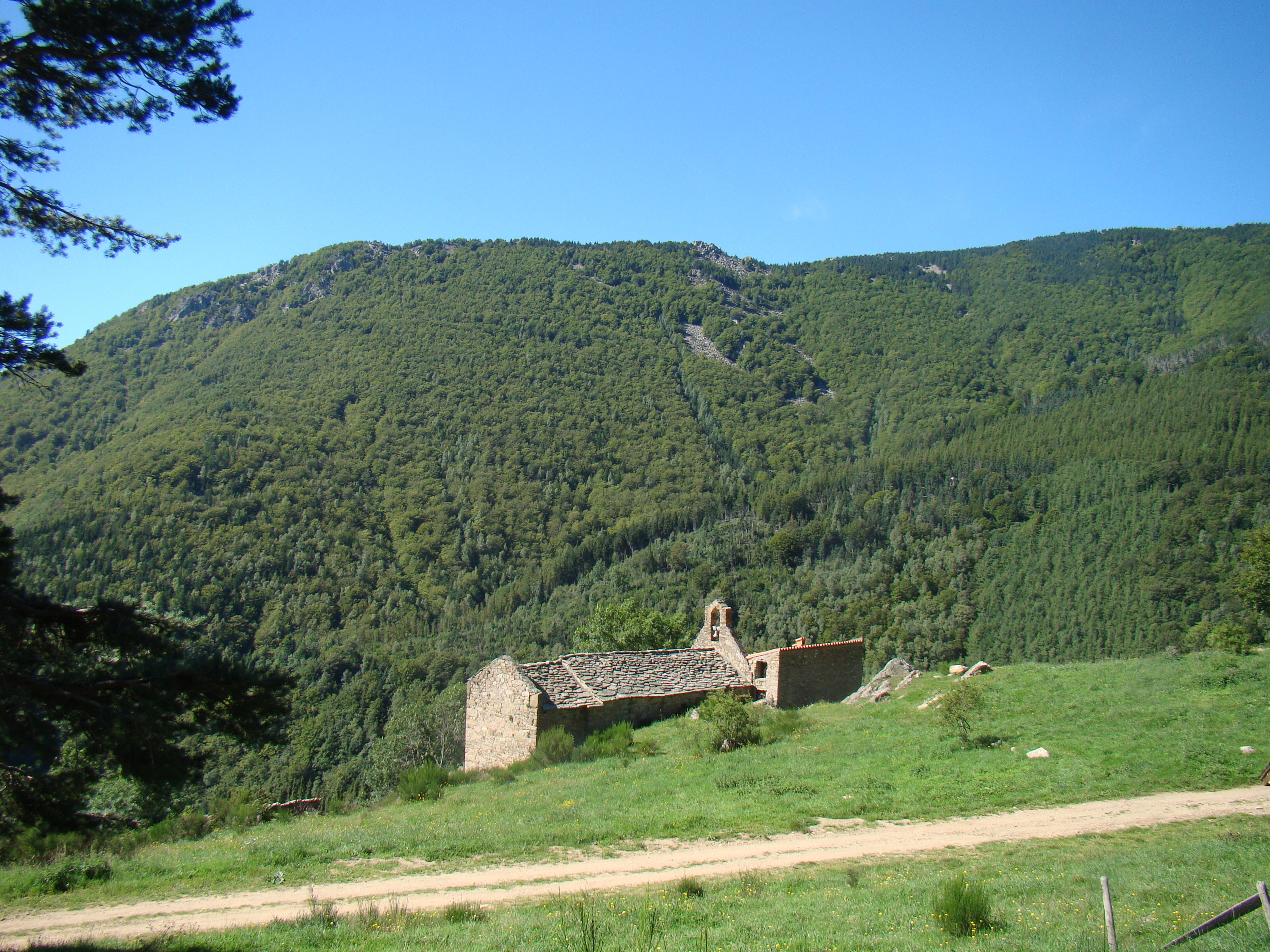
La chapelle dans son environnement.

## Toponymie
Le mot Combret, ancien nom de la Coumelade, est d'origine obscure. Il pourrait venir du terme d'origine germanique Comboros, qui désigne un terrain rocailleux ou, via le village aveyronnais de Combret, aurait une origine gauloise. Dans ce dernier cas, il proviendrait du mot Combra qui désigne un confluent ou un barrage. La configuration des lieux proches, comportant à la fois des secteurs très rocailleux et un confluent de torrents, peut correspondre à l'une comme à l'autre de ces deux origines supposées. Il apparaît sous la forme Combred au XIIe siècle.
Le « saint Guillem » de l'église pourrait ne pas désigner le saint habituel connu sous ce nom, Guillaume de Gellone, ayant vécu à l'époque carolingienne, mais un ermite nommé Guillem qui aurait vécu dans ce lieu et aurait été nommé « saint » par les habitants des environs sans avoir été canonisé par l'Église officielle. Si ce personnage a réellement existé, il pourrait s'agir de Guillem de Llívia, personnage semi-légendaire connu par ailleurs vénéré comme saint à Llívia où se trouveraient ses reliques. Guillem est la version catalane du nom germanique Wilhelm (français : Guillaume, occitan : Guilhem), bâti sur les mots Wil, « volonté » et Helm, « casque ».
Le terme de Pausa Guillelmi apparaissant dans un texte du XIe siècle et pouvant signifier « refuge de Guillem » ou « plateau de Guillem » peut être attribué à l'ermitage, mais aussi au pla Guillem, un haut plateau situé à quelques heures de marche à l'ouest. Les deux lieux sont liés : les voyageurs prenant du repos à l'ermitage passaient de l'autre côté du massif du Canigou par le pla Guillem, ou y allaient pour la transhumance.
La chapelle, dédiée initialement à sainte Marie-Madeleine, est mentionnée sous le double patronage de Marie-Madeleine et de Guillem au XIVe siècle.

## L'ermite Guillem et ses successeurs

### La légende de l'ermite Guillem

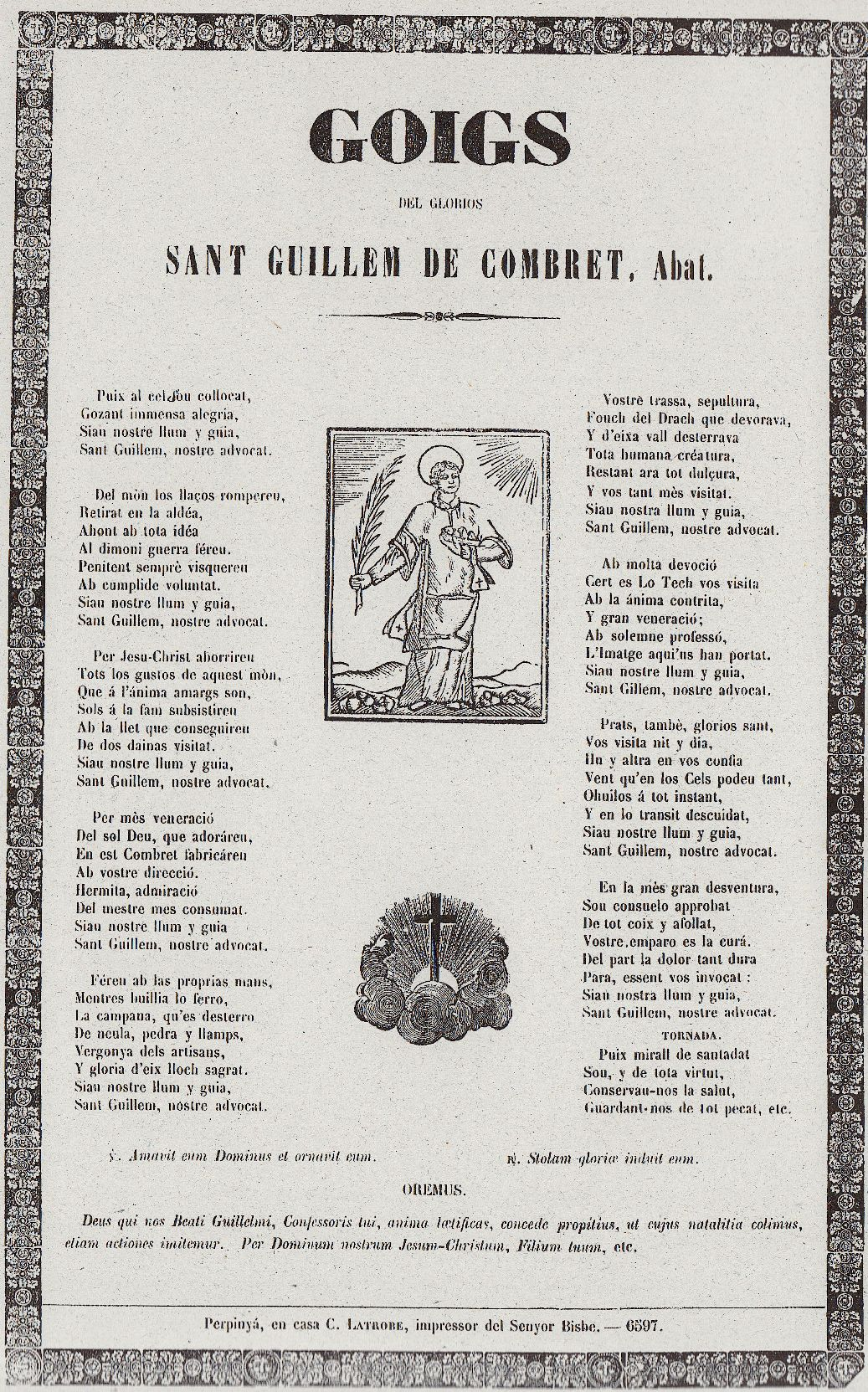
Goigs de Sant Guillem, chant traditionnel et prière rappelant sa légende.

Un ermite nommé Guillem aurait vécu au XIe siècle ou avant dans ce lieu et y aurait tenu un refuge pour les voyageurs. Certaines sources vont jusqu'à placer son existence au VIIe siècle.
Selon une légende, c'est cet ermite, aidé de bergers, qui aurait bâti une chapelle sur ce site. Vers l'an 600, les montagnes du Canigou étaient peuplées d’encantades (fées) qui vivaient dans un palais situé dans la vallée du Cady. Personne ne pouvait entrer dans cette vallée protégée par un dragon. Lorsque les fées lavaient leur linge, la montagne se couvrait de gros nuages noirs et des tempêtes de grêle s'abattaient sur toute la région et les régions avoisinantes du Roussillon et de l'Empordà. Aucun humain ne pouvait vivre dans ces contrées désolées. 
À cette époque, un saint homme nommé Guillem, cherchant à se retirer du monde, gravit les montagnes afin de trouver un endroit où s'installer. Cela provoqua la colère des fées qui déclenchèrent des cataclysmes : tempêtes, incendies, tremblement de terre. Saint Guillem poursuivit son chemin et parvint jusqu'aux abords de la vallée interdite, où il fut attaqué par le dragon. Le saint voulut d'abord s'enfuir, mais fut aidé par un ange qui lui donna une épée. Saint Guillem affronta alors le dragon et le vainquit, le faisant tomber dans un précipice, ce qui mit les fées en fuite. Elles se réfugièrent dans les vallées reculées du Cady ou de la Carança.
Saint Guillem put ainsi s'installer dans la vallée de la Coumelade, où il vécut très simplement, en ermite, dans une grotte, ne se nourrissant que des produits donnés par la forêt. L'hiver, il n'avait pour toute nourriture que le lait des daines et femelles isards qu'il trayait. L'été, les paysans de toute la région venaient l'écouter. Voyant tant de piété, il décida de construire une église.
Saint Guillem aurait également forgé la cloche de la chapelle par miracle : voulant fabriquer une cloche pour sa nouvelle église, il serait allé demander de l'aide à des mineurs de Montferrer (ou Valmanya). Ceux-ci, pour se moquer de lui, lui laissèrent prendre tout le fer qu'il pourrait faire contenir entre ses mains. Guillem prit alors, à main nues, du fer en fusion contenu dans un creuset et se mit à battre le fer à coups de poing pour forger cette cloche.
La tradition attribue également à Saint Guillem d'avoir transporté seul la lourde pierre de granite qui constitue l'autel de la chapelle (dimensions : 2 m × 1 m × 25 cm) depuis les bords de la Coumelade.

### Ermites attestés
Plusieurs ermites sont mentionnés par des textes au cours des siècles, du XVIIe  au  XIXe siècle ; ils sont notamment connus par leurs dates de décès. Miquel Deltrull est mentionné le 29 juin 1695. Pere Corominas meurt le 25 novembre 1727. Jérôme Rondoni est mentionné le 4 octobre 1752 et meurt le 25 décembre 1760. Joseph Falgos meurt le 31 août 1763. Climent Orri, mentionné en 1818, meurt le 31 mars 1840.
La tradition concernant l'ermite Climent est connue. À sa mort à Prats-de-Mollo en 1840, il avait 61 ans. Il serait né à Pardines, dans la province de Gérone. Ses parents sont inconnus. Il vivait très simplement, selon le modèle de l'ermite Guillem, passant l'été à l'ermitage et l'hiver dans les villages des environs, où il était hébergé chez les habitants à qui il racontait des histoires pieuses, des légendes et pour lesquels il récitait des prières. Selon ses vœux, il aurait été inhumé à proximité de l'ermitage, son corps ayant été transporté à dos d'homme depuis l'hospice de Prats-de-Mollo, où il est mort, jusqu'à Saint-Guillem.
Sa présence comme ermite dès 1818 est attestée par une croix de fer, autrefois plantée près d'un chemin menant à l'ermitage et qui fut, pour sa protection, déposée dans la chapelle. Cette croix porte la mention de l'année 1818 à son sommet et « CLIMEN ORRI ERMITA DE SANT GUILLEM MA FET » (« Climent Orri ermite de Saint-Guillem m'a fait ») sur sa barre transversale.
On prête un miracle à l'ermite Climent. Cet ermite détestait la danse. Or, pendant un aplec, des habitants voulaient faire la fête et danser. Climent voulut le leur interdire, mais ils passèrent outre. Pendant la fête, l'ermite quitta les abords de la chapelle et, afin de les en empêcher, se retira au bord du torrent de la Coumelade où il pria Dieu en lui demandant de faire pleuvoir. Le temps restait beau, les villageois continuaient de danser. L'ermite entendait la musique. Désespéré de ne pas être entendu de Dieu, l'ermite lança son crucifix dans l'eau. Immédiatement, le temps changea et une violente pluie s'abattit sur l'ermitage et ne cessa pas jusqu'à la nuit.

## Histoire

### Au Moyen Âge et sous l'Ancien Régime
Dès 1007, un document mentionne une pausa Guillemi, ou « refuge de Guillem ». Il s'agit d'un texte comportant une donation du comte Guifred en faveur de l'Abbaye Saint-Martin du Canigou, située de l'autre côté du massif.
À l'origine, l'église est dédiée à Marie-Madeleine comme l'indique une mention de 1195 sous la forme ecclesia Santae Mariae Magdalenae in parrochia Sancta Justae de Pratis qui signifie qu'elle faisait partie de la paroisse Sainte-Juste de Prats-de-Mollo. Ce document de 1195 indique qu'elle est cette fois donnée à l'Abbaye Sainte-Marie d'Arles-sur-Tech. Elle passe peu à peu sous le patronage de saint Guillem (capella Sanctae Marie Magdalene Sancti Guillelmi de Combreto, 1329).
À une date sans doute comprise entre 1195 et 1198, l'abbaye d'Arles-sur-Tech accorde à l'église Sainte-Marie-Madeleine une poule de censive. 
Un texte daté de 1321 autorise la construction de deux forges hydrauliques sur le site de Saint-Guillem. 
Au XIVe siècle, les forêts de Saint-Guillem font partie du domaine royal. Des concessions sont accordées pour leur exploitation, à l'exception de l'abattage des arbres qui peuvent servir à fabriquer des navires, réservés au roi.
Les environs de l'ermitage sont surexploités par les bûcherons et charbonniers et la forêt qui l'entourait disparaît jusqu'au XXe siècle. Ce déboisement excessif étant jugé en partie responsable des inondations dont est victime la plaine du Roussillon, des programmes de reboisement du Vallespir sont entamés à partir du XIXe siècle et accélérés après l'aiguat de 1940, particulièrement catastrophique.

### Après la Révolution française: un déclin progressif
En 1790, une loi révolutionnaire supprime le culte, qui est rétabli en 1795. Selon la base Mérimée des monuments historiques, la chapelle est confisquée par les autorités révolutionnaires, puis vendue comme bien national, comme de nombreuses autres possessions de l'Église. Cette période confuse de l'histoire de la chapelle n'est pas attestée par des documents, mais connue par la tradition orale perpétuée par les membres de la famille qui en est propriétaire. Selon cette tradition, la chapelle de Saint-Guillem de Combret n'est pas vendue pendant la Révolution, faute d'acheteur, mais, comme beaucoup d'autres petites églises rurales, abandonnée et utilisée comme bâtiment agricole par un paysan voisin qui veut l'aménager en étable. Un propriétaire du hameau de La Llau, M. Sors, désireux de préserver la chapelle, la rachète en 1793 à ce paysan pour le prix de deux bœufs de labour. Le nouveau propriétaire entreprend des travaux de rénovation, notamment de la maison de l'ermite, qui deviendra plus tard résidence d'été de la famille. Au XXIe siècle, la chapelle appartient toujours aux descendants de M. Sors.
« Los pobles abrigau del Vallespir,
 florit niu de repòs hont volguí viure ».
Traduction libre : « Protégez les villages du Vallespir, nid fleuri de repos où je voulus vivre. »
Le dernier ermite connu meurt en 1840. Une étude sur la chapelle, menée par Joseph Gibrat, est publiée en 1899, précédée d'une autre, dans un ouvrage sur les ermitages du Roussillon, par Louis Just en 1860. En 1901, le poète catalan Jacint Verdaguer évoque l'ermitage dans son épopée en vers Canigó. Il fait brièvement prier l'ermite Guillem dans le chant intitulé La creu de Canigó et évoque sa légende en indiquant qu'elle est populaire dans le Vallespir. Auparavant, le chanoine Jacques Boher avait écrit une pièce en vers intitulée Sant Guillem de Combret dans laquelle il évoquait des légendes du Canigou, ce qui lui valut un prix (palme d'argent) au concours de Banyuls en 1887.

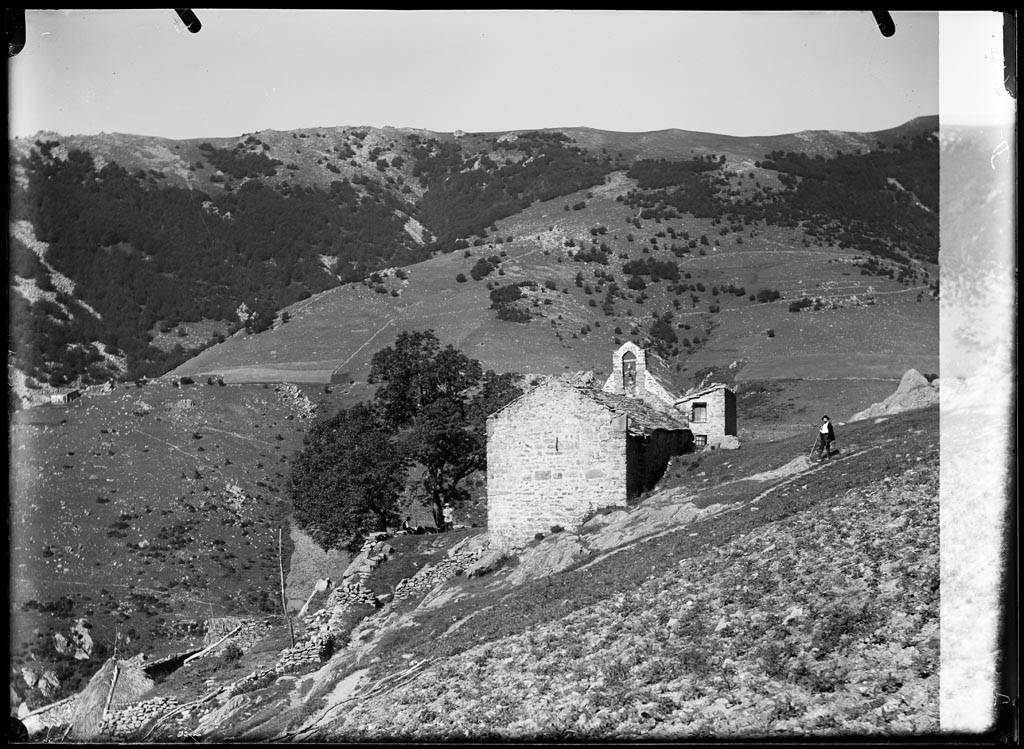
Vue de l'ermitage entre 1900 et 1914. On remarque l'absence de forêts sur les montagnes aux alentours.

Dans son étude, l'abbé Gibrat mentionne deux manuscrits médiévaux appartenant à la chapelle, qui ont mystérieusement disparu. En fait, ils ont été tous deux vendus par le curé à un antiquaire. L'un des deux, appelé « missel d'Arles », daté du XIIe siècle, est conservé à la bibliothèque de Perpignan. L'autre, écrit au XIe siècle, n'est retrouvé qu'au début des années 1980 à la Bibliothèque nationale de France qui l'a acquis en 1893 chez un libraire de Paris. Son découvreur, Robert Amiet, lui consacre un article en 1981 dans la revue Études grégoriennes,.

### Restauration et protection depuis la fin duXXesiècle
La chapelle est restaurée en 1982. En 2003, un plat à quêter, un calice et la cloche sont classés monuments historiques à titre objet. La chapelle est dans sa totalité inscrite monument historique par arrêté du 7 décembre 2009. Durant cette même année, la statuette de Vierge à l'Enfant du retable est restaurée, puis proposée au classement au titre de monument historique en juin 2010.
En juillet 2012 est créée l'Association de sauvegarde de Saint Guillem de Combret, dont l'objet est « sauvegarde et entretien de la chapelle et de son conjurador, maintien des traditions, organisation d’actions diverses ». Jusqu'en 2016 sont restaurés la toiture, la porte, le clocheton et le cadran solaire. En 2017 une campagne est lancée pour la restauration du retable daté de 1659.

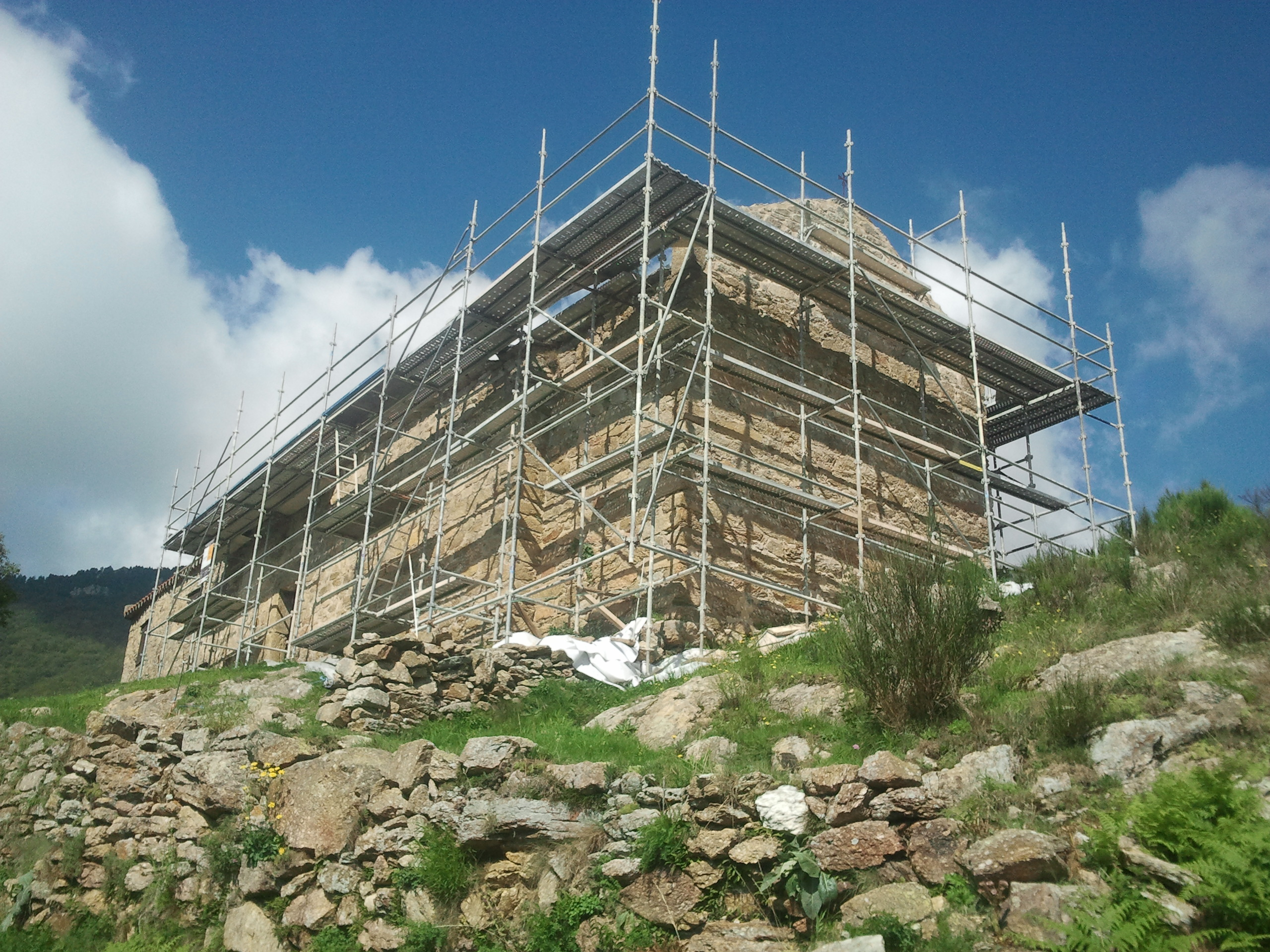
L'ermitage en travaux en 2015.

En 2013, le refuge est racheté à l'ONF par la communauté de communes du Haut Vallespir afin d'en faire un refuge de montagne gardé de quarante couchages destiné aux randonneurs et vététistes. Des travaux de rénovation débutent en août 2014. En 2015, des travaux de réfection du toit de la chapelle, en dalles de gneiss, sont réalisés par une entreprise spécialisée. Cette même année, le nouveau refuge est inauguré et ouvert au public. Ce refuge permet aux randonneurs de parcourir le tour du Canigou avec les autres refuges déjà existants : Batère, les Cortalets, Mariailles et les Conques. Chacun de ces refuges est accessible en automobile et relié au suivant par un sentier balisé permettant de le rejoindre en une journée de marche.

## La chapelle
La chapelle, de style roman, est dépourvue de décor, elle possédait cependant un mobilier original issu de différentes époques qui a souvent été déplacé pour conservation ou restauration. Plusieurs de ces objets sont protégés au titre des monuments historiques.

### Architecture

Plan de la chapelle.
1 : nef, 2 : abside, 3 : autel.

La chapelle Saint-Guillem est un édifice de 17 m de long pour 7 m de large. Son plan est habituel pour les églises préromanes de la région : orienté est/ouest, l'édifice est composé d'une nef rectangulaire prolongée à l'est par un chevet plat dont l'axe est légèrement décalé par rapport à celui de la nef. Les murs, de 1,40 m d'épaisseur, sont constitués de moellons grossiers, renforcés dans les angles par des blocs plus grands, qui peuvent atteindre 60 cm de long. La voûte, en berceau est brisée. Si le plan préroman est caractéristique du IXe siècle ou Xe siècle, une analyse des techniques utilisées pour la voûte et la maçonnerie, qui peut lui être contemporaine, plaide pour une époque plus tardive : la deuxième partie du XIIe siècle au plus tôt. La chapelle pourrait ainsi avoir été édifiée au Xe siècle puis remaniée et voûtée au cours du XIIe siècle.
Les ouvertures sont constituées d'une porte rectangulaire dans le mur méridional et de quatre petites fenêtres à simple ébrasement : deux dans la nef (vers le sud et l'ouest) et deux dans l'abside (vers le sud à nouveau, et vers l'est). Le toit est couvert de larges et épaisses lauzes, semblables aux dalles qui ont servi à paver le sol de la chapelle.

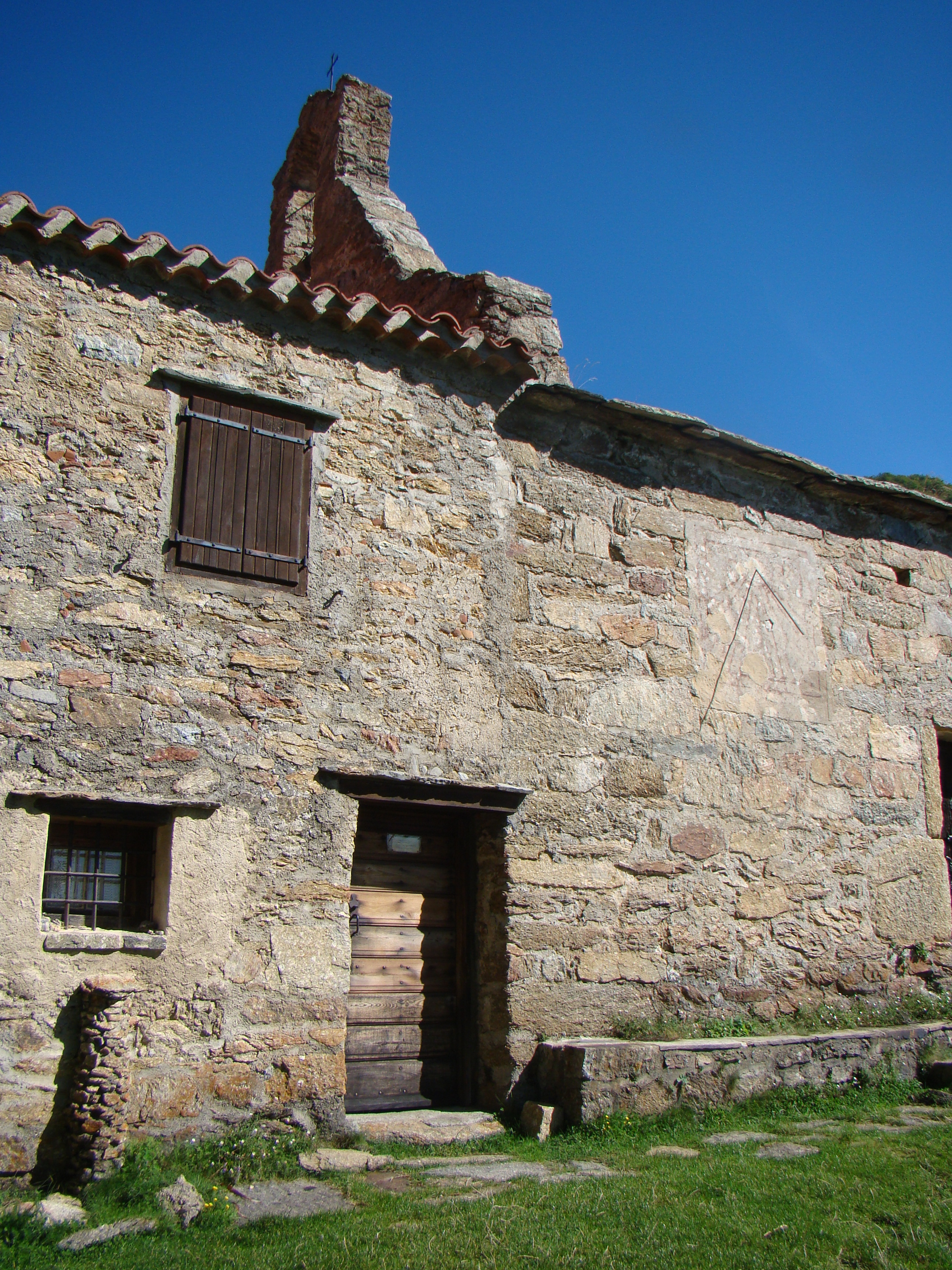
Façade sud de la maison d'habitation (à gauche du clocher) et de la chapelle (à droite).
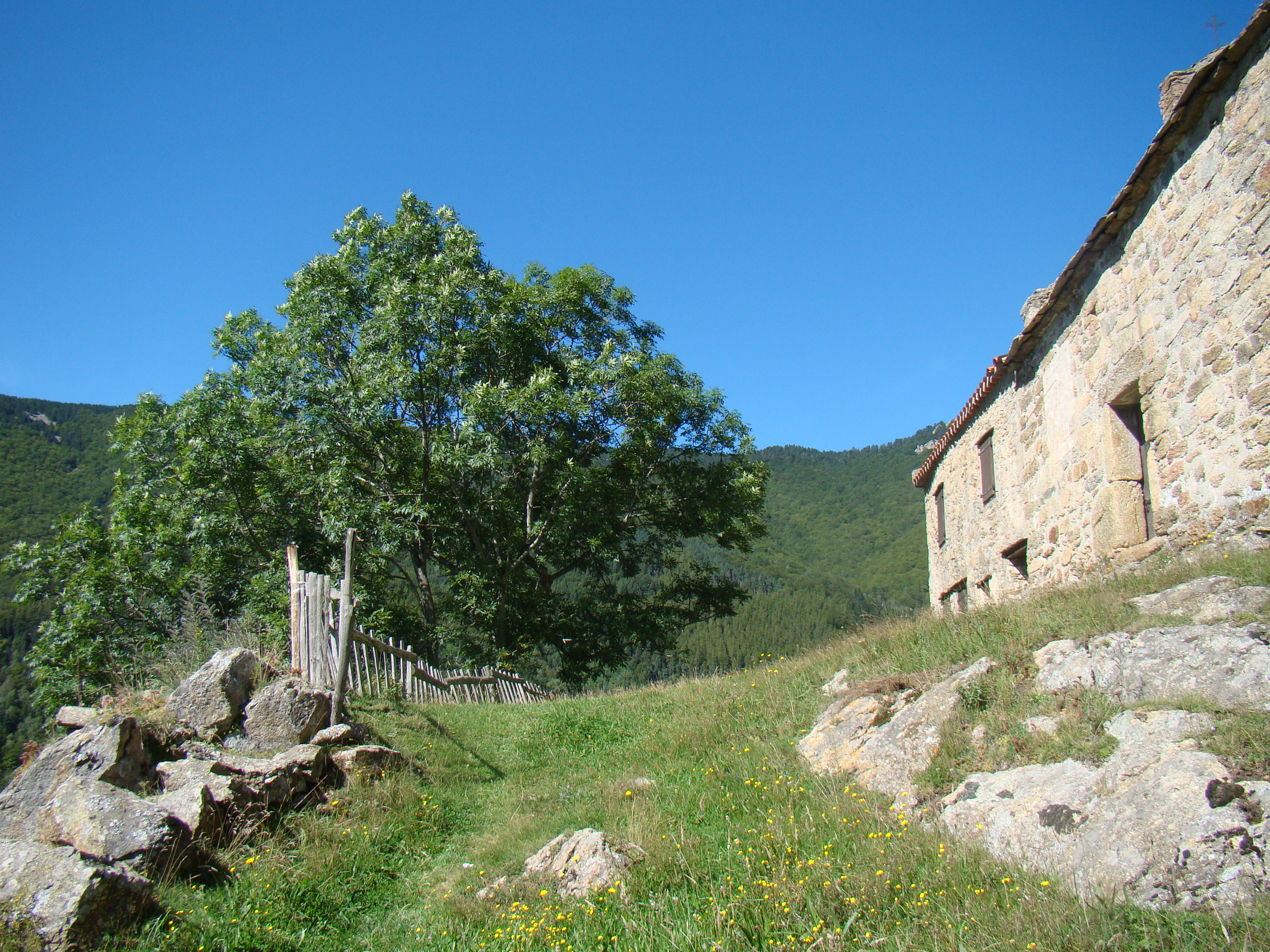
Face sud du bâtiment donnant sur une esplanade.

### La porte

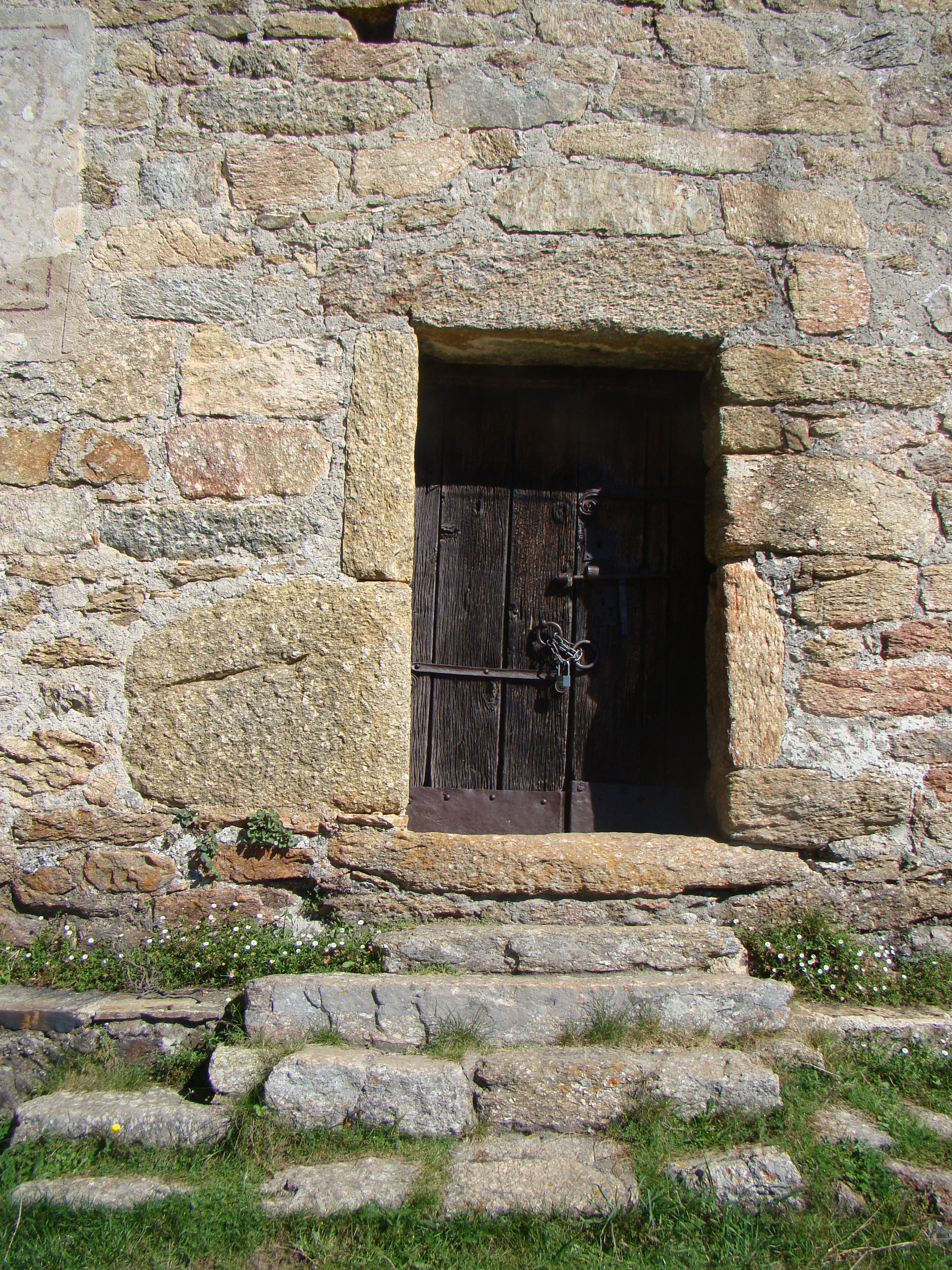
La porte de la chapelle.

La porte, de petite taille et de forme rectangulaire, s'ouvre dans la façade méridionale. On y accède par un petit escalier de quatre marches. De style roman, elle est munie de deux vantaux encadrés de larges pierres de taille. Chaque vantail est muni d'un anneau en fer permettant l'ouverture et la fermeture de la porte. L'anneau de gauche est de section approximativement rectangulaire, celui de droite est circulaire.

### Les cloches et le clocher
Le mur occidental de la chapelle est surmonté d'un clocher-mur percé d'une baie pouvant porter deux cloches.
La cloche originelle est en fer forgé et datée du XIe siècle ou du XIIe siècle. Cette technique de fabrication, rare et très ancienne, était déjà archaïque à l'époque de fabrication de la cloche et fut sans doute utilisée par souci d'économie, le matériau (fer des mines du Canigou) étant disponible sur place. Elle est formée de deux plaques de fer, la plus grande ayant 29 cm de diamètre. Cette méthode lui donne un son particulier. La légende en attribue la fabrication à l'ermite Guillem, qui l'aurait forgée à mains nues au VIe siècle ou VIIe siècle. Cette cloche est classée en 2003 monument historique. Elle est conservée, comme tous les autres objets issus de Saint-Guillem, à l'atelier départemental de restauration des œuvres d'art, à Perpignan.
Jean-Auguste Brutails la décrit ainsi à la fin du XIXe siècle : 

« C'est une cloche assez grande, mal façonnée, irrégulière, et bossuée, qui rappelle par sa forme et sa fabrication les clochettes des troupeaux, et dont le son rauque laisse une inoubliable impression à qui l'a entendu dans la solitude de ce sauvage désert. »

Une nouvelle cloche, de facture plus habituelle, fut donnée à la chapelle en 1876 et se trouve toujours sur place. Entourée de fleurs de lys, elle est également décorée d'une Vierge et d'un Christ et porte les noms de la donatrice et du fondeur.

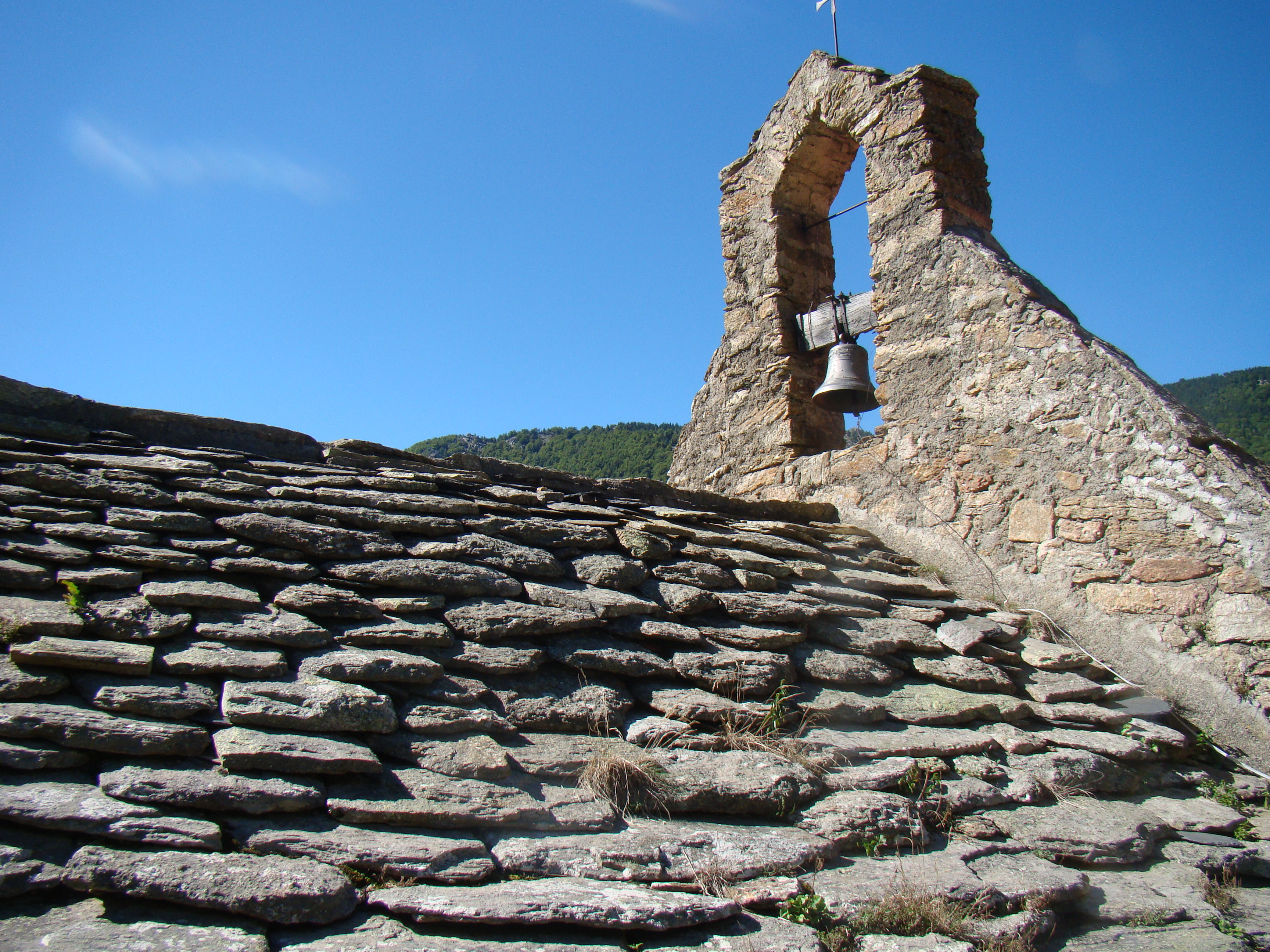
Vue du toit et du clocher en 2014.
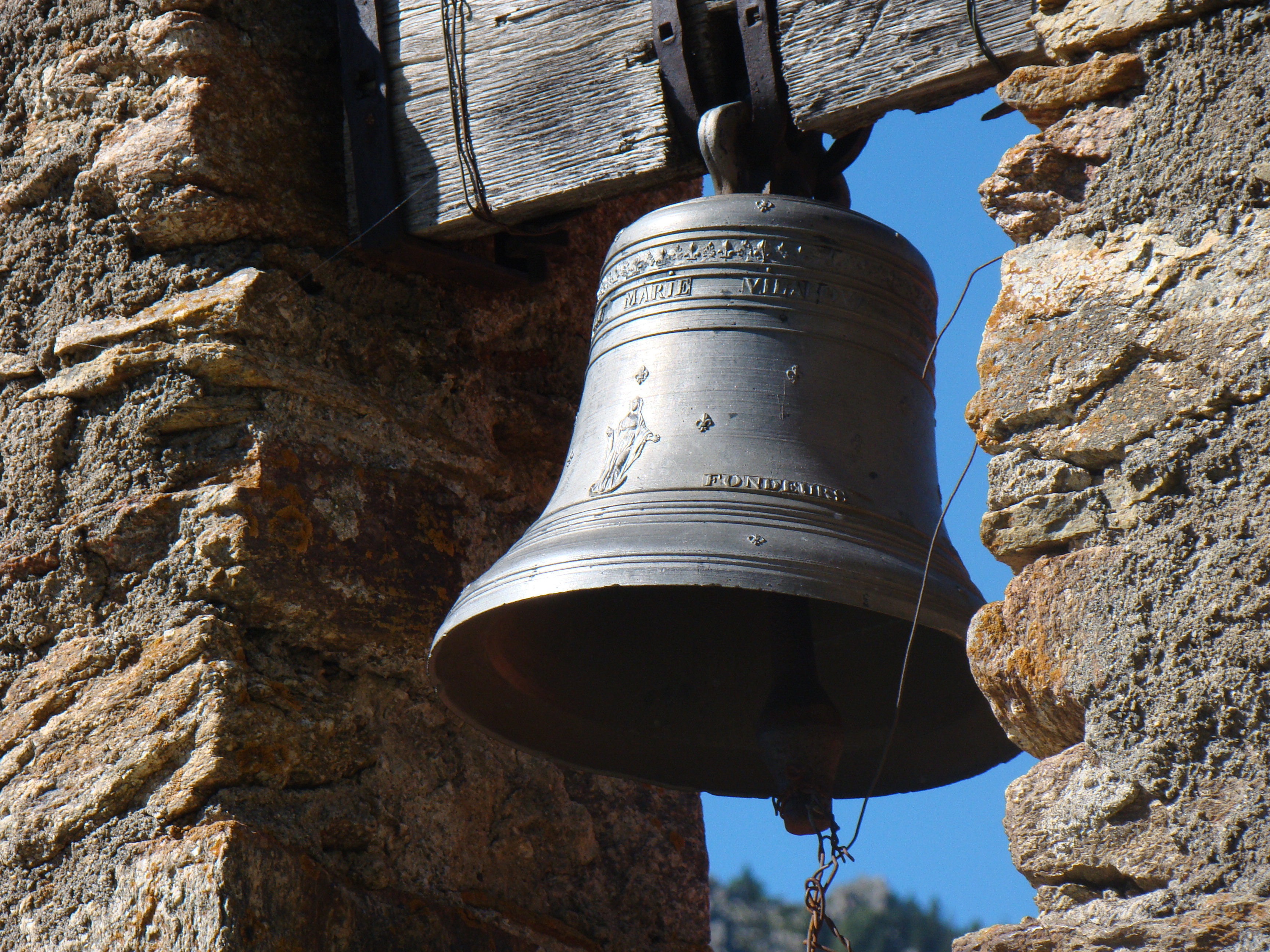
La nouvelle cloche.

### Le retable
La chapelle contient un retable du XVIIe siècle constitué de trois panneaux séparés par de fausses colonnes sculptées. Chaque panneau est lui-même en trois parties : une peinture en haut, une niche au centre et une autre peinture en dessous. L'ensemble est surmonté, au centre, d'une peinture de la Vierge de l'Assomption.
Sur la partie supérieure, les peintures représentent des scènes propres à la chapelle. De gauche à droite : 
- deux femmes qui, selon Jean Ribes, ont une expression « triste et joyeuse, dolente et extatique » qui peuvent être identifiées aux deux aveugles de la légende de Guillem de Llívia que ce saint aurait miraculeusement guéries ;
- sainte Marie-Madeleine à laquelle la chapelle est dédiée ;
- un homme dans un décor champêtre, entouré de chèvres sauvages : sans doute l'ermite Guillem en méditation[39].

Les trois panneaux inférieurs montrent des couples de saints vénérés dans le Vallespir. De gauche à droite : sainte Juste et sainte Ruffine (paroisse de Prats-de-Mollo), Abdon et Sennen, patrons d'Arles-sur-Tech, Côme et Damien, qu'on retrouve dans une chapelle quelques kilomètres en aval également peints sur un retable.
Dans la niche du centre du retable se trouve une statue non évidée en bois peint de Vierge à l'Enfant de style gothique et datant peut-être du XIVe siècle. Plusieurs parties de la statue sont des pièces rapportées, le bras droit de l'Enfant est manquant. Elle est couverte d'une polychromie datant d'environ 1700, probablement réalisée dans l'atelier de la famille de doreurs Escribà de Perpignan (actifs de 1670 à 1727). Aucune trace de peinture plus ancienne n'a été décelée, ce qui empêche toute certitude sur la facture médiévale de la statue.

### Objets de culte
Parmi les objets de culte originaires de la chapelle se trouve un plat à quêter en laiton repoussé sur lequel est représenté le sacrifice d'Isaac par son père Abraham. D'un diamètre de 32 cm, ce plat est de style germanique du XVIe siècle. Il est classé monument historique. Un plat identique se trouve à Collioure.
Un ensemble constitué d'un calice et de sa patène est également classé monument historique. La patène est un petit plat rond de 13 cm. Le calice, haut de 21 cm, présente un pied de 13,5 cm de diamètre décoré de fleurs, des instruments de la Passion du Christ et de saint Sébastien. Sous le pied est inscrit « A TERRATS PRE DE ST ION ». La tige est munie en son milieu d'un nœud orné de croisillons. La coupe, soudée au pied, possède un diamètre de 8 cm. Un poinçon permet de dater le calice d'autour de l'an 1500 et de l'attribuer à un maître orfèvre de Perpignan non identifié.
L'inventaire comprend également une croix de procession composée de six plaques de cuivre doré reliées par des clous en cuivre, sur lesquelles des motifs géométriques rappelant des feuilles sont ciselés. Les bras du crucifix sont décorés de vingt pierres rondes, probablement de cornaline.
L'association Sauvegarde de Saint-Guillem de Combret recense également trois statues : une de sainte Marie-Madeleine (XVIIIe siècle), une autre de saint Jean-Baptiste et une troisième représentant probablement saint Guillem (XVIIe siècle pour ces deux dernières) ainsi qu'un reliquaire de sainte Marie-Madeleine en forme de main.
La statue de saint Guillem, en bois polychrome de 79,5 cm de haut, représente un homme barbu aux cheveux longs vêtu d'un manteau et d'une tunique qui tient un livre dans sa main gauche. L'objet qu'il tenait dans sa main droite a été perdu. La statue, constituée de plusieurs pièces de bois de feuillu et destinée à un retable, était à l'origine dorée à la détrempe et décorée en sgraffito monochrome. Elle a été repeinte en polychromie et redorée. 
Tous ces objets sont conservés à Perpignan pour restauration et protection.
La chapelle abritait également une petite chapelle portative (catalan : capelleta) destinée à transporter des statuettes de saints, lorsque les ermites allaient prêcher dans les villages, qui est portée disparue.

### Manuscrits
Deux manuscrits médiévaux étaient originellement attachés à la chapelle sainte Marie-Madeleine.
Le plus ancien manuscrit est un Liber misticus (déformation du latin Liber mixus), c'est-à-dire un livre contenant le nécessaire liturgique à un prêtre itinérant : des parties de missel, de bréviaire et différents rituels. Ce manuscrit du XIe siècle se trouve à la Bibliothèque nationale de France, collection Nouvelles acquisitions latines, cote NAL 557. Il comporte 61 feuillets et a pour dimensions 21 cm de haut pour 15 cm de large.
Ce manuscrit est composé de quatre parties. Tout d'abord, du recto du folio 1 au verso du folio 9 un missel contenant un commun des saints, puis un bréviaire (folios 9 à 26, verso), un rituel (folios 27 à 55) et un missel des défunts (folios 56 recto à 61).
Le deuxième manuscrit, appelé « missel d'Arles » ou « sacramentaire d'Arles », est daté de la seconde moitié du XIIe siècle. Il est conservé, sous le numéro 4, à la médiathèque municipale de Perpignan qui l'a numérisé et mis en ligne sur son site web. Il est un peu plus grand et plus épais que le précédent : 25 cm par 18 cm pour 157 feuilles.
Son plan est le suivant : bénédictions diverses (folio 1 à 8), calendrier et comput (folios 9 à 17), Ordo missae (folios 18 à 22), généalogie du Christ (folios 23 et 24), temporal (folios 25 à 71), sanctoral (folios 72 à 117), communs (folios 118 à 120), messes votives et des défunts (folios 120 verso à 146). Au XIIIe siècle, huit messes votives ont été ajoutées, aux folios 147 et 148. Les folios 149 à 156 sont en papier et datent du XVIIe siècle. Ils présentent des messes dédiées à saint Guillem et sainte Marie-Madeleine.
Ce manuscrit présente également un note (au verso du folio numéro 8), qui mentionne le don d'une poule censive par l'abbé Robert d'Arles-sur-Tech à l'église Sainte-Marie-Madeleine et Saint-Guillem de Combret. Comme, par ailleurs il est connu que la chapelle a été donnée à l'abbaye en 1195 et que l'abbé Robert est mentionné comme mort en 1199, cette note peut être datée dans un intervalle compris entre 1195 et 1198.
| Manuscrit | Transcription | Traduction |
| --------- | --- | --- |
|           | Notum sit homnibus hominibus presentibus et futuris quod ego domnus Rotbertus abas de Arulis cum consilio et voluntate cenobi Arulis dimito a domino deo et Scte Marie Mag dalene de Cumbret et Sci Guillelmi confessor Xpi et tibi Guillelmi sacerdos de predicto loco 1 callina quatinus adies de senso de ispa vinea de les quareres et hoc fuit factum in presencia de B. de Cesfune monachi arulensis in ecclesia Sancta Ma ria Magdalena et in presencia Petri de Festa et de filio suo Guillem Bernad et de Guillelmus sacerdos de predicto loco. | Qu'il soit connu de tous hommes présents et futurs que moi, dom Robert, abbé d'Arles, avec le conseil et la volonté du monastère d'Arles, j'abandonne au seigneur Dieu et à Sainte Marie-Madeleine de Combret et à Saint Guillem confesseur du Christ et à toi Guillem, prêtre du lieu susdit, le cens d'une poule, tel que tu le faisais pour a vigne de Les Quareres. Et cela fut fait en présence de Bernard de Cesfune, moine d'Arles, dans l'église Sainte Marie-Madeleine et en présence de Pierre de Festa et de son fils Guillem Bernard et de Guillem prêtre du lieu susdit. |

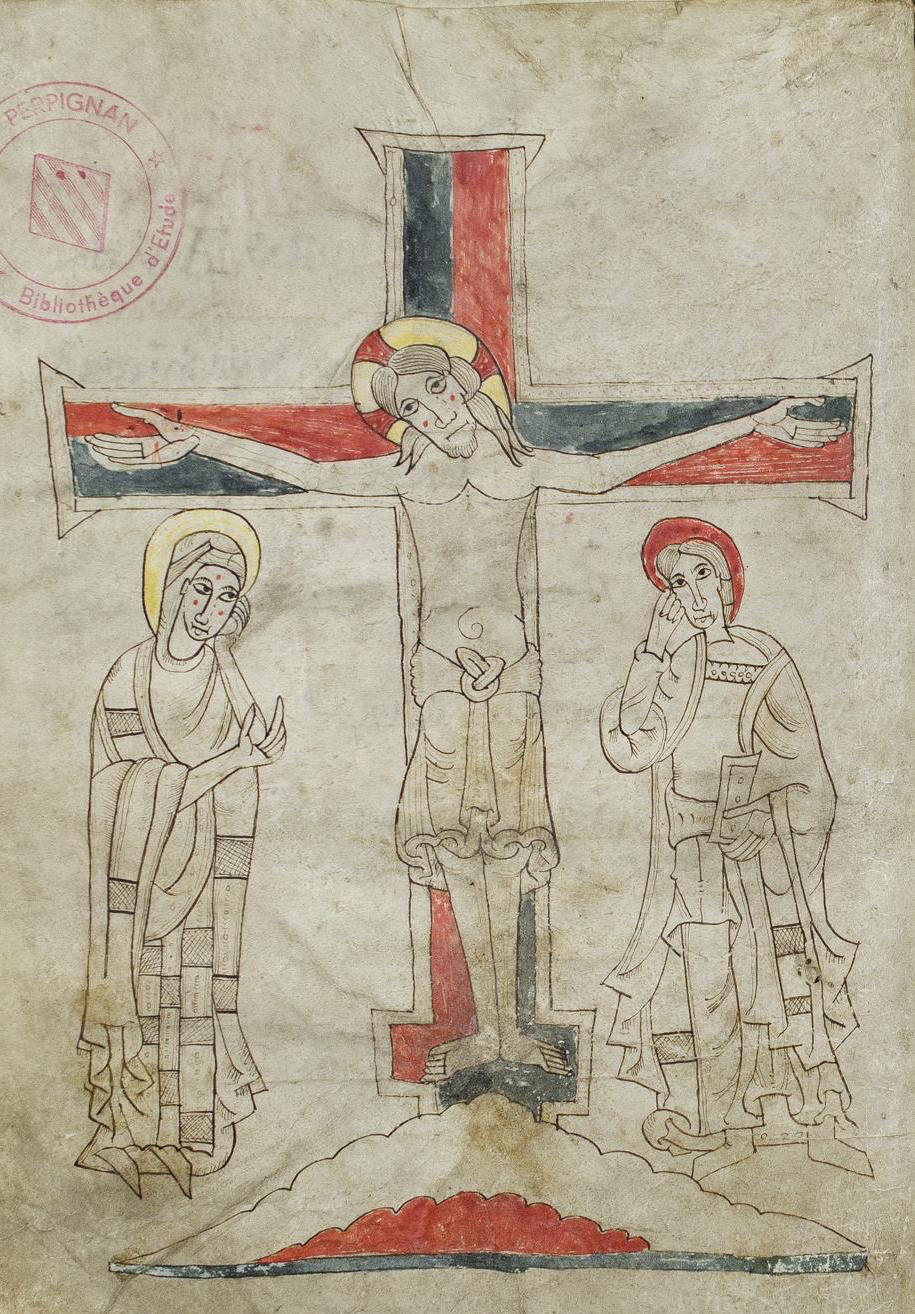
Crucifixion du missel d'Arles.

Il contient également, folio 18 au verso, une remarquable représentation de la Crucifixion. L'on peut y voir le Christ sur la Croix, les yeux ouverts, la tête inclinée vers sa droite, avec sur la gauche de l'image la Vierge Marie et sur la droite saint Jean Baptiste. Alors que la croix, colorée de rouge et de noir, repose sur une représentation très sommaire du mont Golgotha, les pieds de la Vierge et de saint Jean ne touchent pas terre. L'auréole de Jean le baptiste est rouge, peut-être pour évoquer son martyre. Le trait du dessin rappelle par certains points celui d'une représentation de la Trinité d'un autre manuscrit provenant de l'abbaye Saint-Michel de Cuxa. Son style est daté de la première moitié du XIIe siècle, ce qui indique soit une exécution faite à cette période, soit un peu plus tardive, avec des archaïsmes.

### Culte et traditions
Si l'église n'est pas paroissiale, la messe y est cependant célébrée deux fois par an lors des aplecs qui ont lieu le 28 mai pour la Saint-Guillem et le 22 juillet pour la Sainte-Marie-Madeleine. Il est de tradition d'y distribuer de petits pains bénits.
Une aplec est une fête traditionnelle catalane tenant du pèlerinage et de la fête votive lors de laquelle sont notamment chantés des goigs, cantiques traditionnels racontant la vie des saints et les miracles qui leur sont attribués. La chapelle Saint-Guillem de Combret est le lieu de trois goigs : un pour saint Guillem, un pour sainte Marie-Madeleine et un troisième pour sainte Lucie. Outre la messe, l'aplec peut donner lieu à une fête, avec danses traditionnelles et repas pris en commun. Les pèlerins peuvent se rendre sur place à pied, en procession.
Selon la tradition, le massif du Canigou est protégé par deux saints : saint Guillem au Sud et saint Martin (via l'abbaye Saint-Martin du Canigou) au Nord.

### Fiches du ministère de la Culture
- « Ermitage Saint-Guilhem de Combret », notice no PA66000026, sur la plateforme ouverte du patrimoine, base Mérimée, ministère français de la Culture
- « Calice et patène », notice no PM66001361, sur la plateforme ouverte du patrimoine, base Palissy, ministère français de la Culture
- « Cloche », notice no PM66001362, sur la plateforme ouverte du patrimoine, base Palissy, ministère français de la Culture
- « Plat à quêter », notice no PM66001363, sur la plateforme ouverte du patrimoine, base Palissy, ministère français de la Culture
- « Statue : Sant Guillem », notice no PM66001751, sur la plateforme ouverte du patrimoine, base Palissy, ministère français de la Culture

### Documents
- Site de l'Association de sauvegarde de Saint Guillem de Combret, ou Salvaguarda Sant Guillem de Combret
- Site du refuge de Saint-Guillem
- « Missel à l'usage de l'Église d'Arles-sur-Tech », sur Médiathèque municipale de PerpignanScan du missel manuscrit médiéval.